# Alun Cairns
Pour les articles homonymes, voir Cairns (homonymie).
Alun Hugh Cairns, né le 30 juillet 1970 à Swansea au pays de Galles, est un homme politique britannique, membre du Parti conservateur.

## Biographie
Il passe sa jeunesse à Clydach près de Swansea où son père est travailleur de la métallurgie. Il étudie au Ysgol Gyfun Ddwyieithog Ystalyfera, avant de poursuivre ses études à l'université du pays de Galles, où il obtient un MBA; il parle couramment le gallois. La famille Cairns est originaire anciennement du Dumfriesshire en Écosse.
Banquier chez Lloyds depuis 1989, il est élu député à l'Assemblée Nationale du pays de Galles de 1999 à 2011. Il est ensuite élu membre du Parlement pour le Vale of Glamorgan aux élections générales britanniques de 2010.
Sous-secrétaire d'État parlementaire du bureau du Pays de Galles en 2014, le 19 mars 2016 le premier ministre britannique Cameron le nomme secrétaire d'État pour le Pays de Galles avant d'être reconduit dans ses fonctions sous Theresa May et sous Boris Johnson. Il démissionne le 6 novembre 2019.
En parallèle à son travail de député, il exerce en tant que conseiller pour la société BBI, qui lui verse une rémunération annuelle de 60 000 livres.
Il perd son siège aux élections générales de 2024.